# Мала Антанта
Мала Антанта је био војни савез Краљевине Југославије, Краљевине Румуније и Чехословачке који је постојао од 1920. до 1938. Узрок њеног формирања био је страх од евентуалног покушаја Аустрије и/или Краљевине Мађарске да војним нападом поврате територије које је Аустроугарска раније имала.
Узимајући у обзир број становника, велику стајаћу војску којом је располагала и огромно пространство на коме се простирала, Мала Антанта је сматрана „петом силом у Европи“.
Француска је блиско сарађивала са овим савезом и са њеним чланицама и са њима је потписала више војних споразума. 
Крајем новембра 1932. краљ Александар је иницирао ванредни састанак министара држава чланица Мале Антанте, који је одржан 18—19. децембра у Београду. Најважнија одлука донета на том састанку била је да ће убудуће Мала Антанта наступати као јединствена политичка заједница. Одлука да се самостално политички делује образложена је чињеницом „да су се три државе умориле од тога да буду играчке у рукама великих суседа“.
Пакт o новој организацији Мале антанте потписан је на конференцији у Женеви, одржаној 14—16. фебруара 1933. године. Три државе — истиче се у уводном делу овог документа — образују „вишу међународну заједницу, којој могу приступити и друге државе“. У организационом погледу, у ову заједницу уграђено је нешто што до тада није постојало ни у једном билатералном или регионалном савезу. Као управни орган заједничке политике држава Антанте установљен је Стални савет, састављен од министара иностраних послова, који одлуке доноси консензусом. Састаје се обавезно најмање три пута годишње, у престоници сваке државе чији министар те године председава Саветом.
Распад је почео 1936 када је у Југославији председник владе постао Милан Стојадиновић. Сви политички претреси до којих је раније долазило у Малој Антанти нису имали никакве последице. Када је у Југославији дошло до шестојануарске диктатуре и укидања парламента 6. јануара 1929. Чехословачка као демократска земља није уопште реаговала, нити се о тој промени југословенских власти пуно дискутовало у чехословачкој штампи. Савез се распао 1938. године када је једна од земаља чланица овога пакта — Чехословачка — подељена током Минхенског споразума.